# Veenmoswolfspin
De veenmoswolfspin (Pardosa sphagnicola) is een spinnensoort in de taxonomische indeling van de wolfspinnen (Lycosidae). De spin komt voor in een groot gedeelte van Europa.
Het dier behoort tot het geslacht Pardosa. De wetenschappelijke naam van de soort werd voor het eerst geldig gepubliceerd in 1908 door Maria Dahl.